# リヒャルト・ザッパー
リヒャルト・ザッパー(Richard Sapper, 1932年5月30日 - 2015年12月31日)は、ドイツの工業デザイナー、プロダクトデザイナー。日本ではリチャード・サッパーと英語読みで表記されることも多い。

## 生涯
ミュンヘン出身。1960年に、イタリアで最も権威あるデザイン賞の一つコンパッソ・ドーロを受賞する。同年より、イタリアのデザイン会社ブリオンヴェガのコンサルタントを務め、イタリアの著名なデザイナーマルコ・ザヌーソとともにラジオやテレビなどをデザインした。
1965年には、シーメンスとイタルテルのために電話Grilloを手がけた。Grilloは現在、ニューヨーク近代美術館に展示されている。他の有名な作品として、アルテミデから発売された照明Tizio、アレッシィから発売された笛吹きケトル、LAMYから発売されたチタン製のボールペン dialog 1などがある。1981年からはIBMのコンピュータのデザインを手がけ、中でもThinkPadはラップトップの傑作と名高い。
2015年12月31日に83歳で死去した。

## 教育
- 1985-1986 イェール大学客員教授
- 1986-1998 シュトゥットガルト公立美術アカデミーインダストリアルデザイン 教授
- 2001- ベルリン芸術アカデミー

## 作歴
- 1960 - 卓上時計（Lorenz社。コンパッソ・ドーロ賞)
- 1962 - テレビDoney（ブリオンヴェガ）
- 1963 - プラスチックチェア K-1340 （Kartell社。マルコ・ザヌーゾとの共同制作）
- 1963 - 椅子 Lambda （Gavina社）
- 1964 - ヒンジ式ラジオ TS 502 （ブリオンヴェガ。マルコ・ザヌーゾとの共同制作）
- 1965 - テレビ Algol （ブリオンヴェガ）
- 1966 - 電話 Grillo （シーメンス）
- 1969 - テレビ Black 12 （ブリオンヴェガ）
- 1971 - ラジオ Match （ テレフンケン）
- 1972 - ハロゲンランプ Tizio （アルテミデ。iFデザイン賞）
- 1973 - 本棚 Genia （B＆B Italia）
- 1974 - タイマー Minitimer （Italora社）
- 1975 - 天井光 Aretusa （アルテミデ）
- 1975 - 卓上時計 Tantalus （アルテミデ）
- 1978 - ストップウォッチ Microsplit （タグ・ホイヤー）
- 1979 - エスプレッソマシン Nr. 9090 （アレッシィ。Design Plus賞 )
- 1979 - オフィスチェアシリーズ Sapper Collection （Knoll社）
- 1983 - ケトル 9091 (Bollitore) （アレッシィ）
- 1984 - アームチェア Nena （B＆B Italia）
- 1985 - ラップトップ5140 （IBM）
- 1987 - 調理器具 La cintura di orione （アレッシィ）
- 1987 - 時計 Uri-Uri（アレッシィ）
- 1992 - ラップトップ Thinkpad 700 C （IBM）
- 1996 - サスペンション Kyron （アルテミデ）
- 1997 - エスプレッソマシン Coban （アレッシィ）
- 1997 - カラトリー RS01（アレッシィ）
- 1997 - ティーポット Bandung （アレッシィ）
- 2000 - スタッキングチェア Aida （Magis社）
- 2002 - エスプレッソカップ RS07 （アレッシィ）
- 2003 - ペン Lamy Dialog 1 （ ラミー）
- 2003 - システムラック Meta （Robots社）
- 2004 - おろし金 Todo （アレッシィ）
- 2006 - エスプレッソマシン ARS09 （アレッシィ）
- 2007 - スタッキングチェア Tosca （Magis社）
- 2008 - キッチンナイフ La Cintura d'Orione （アレッシィ）
- 2010 - モニターアーム （Knoll社）
- 2012 - ペッパーミル Tonga （アレッシィ）